# Atletisme adaptat

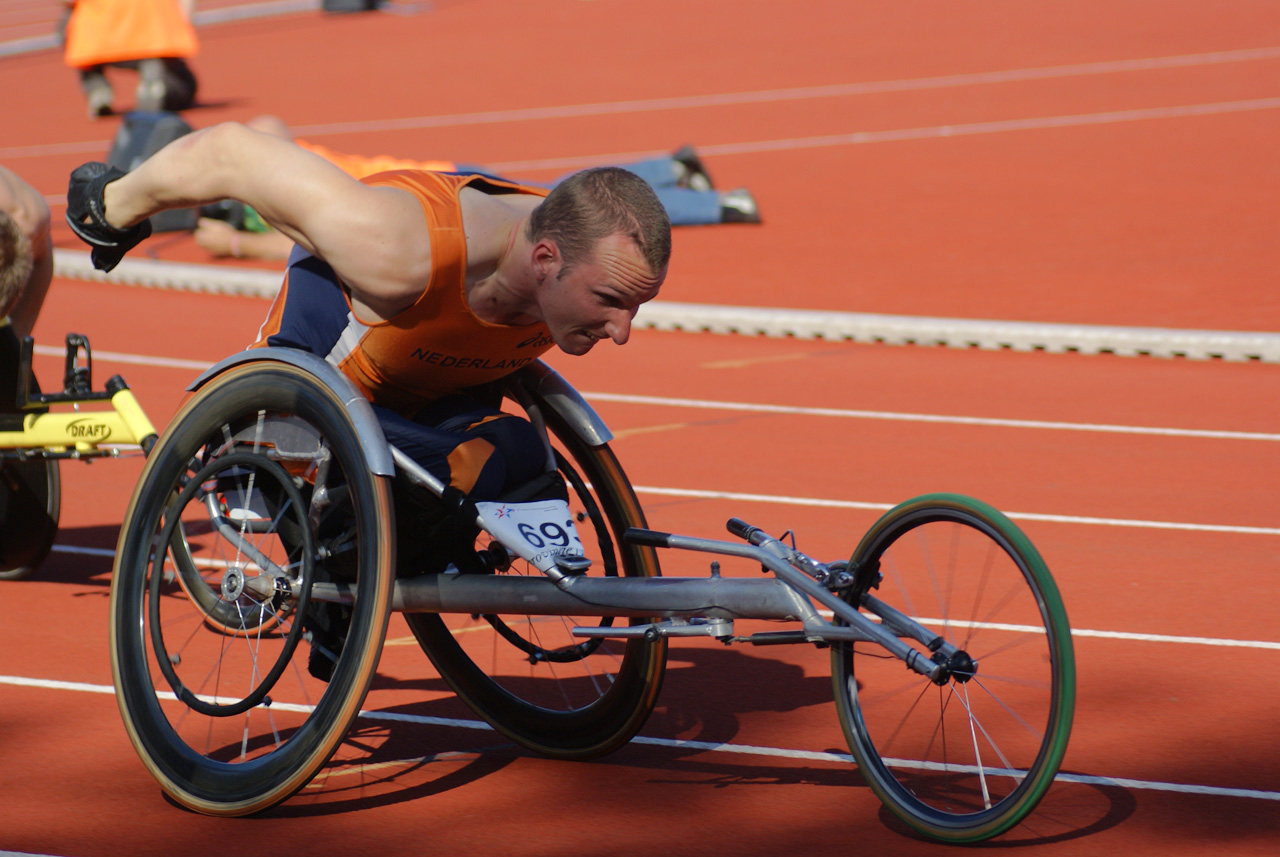
Kenny van Weeghel en la seva cadira de carreres durant Campionat del Món IPC 2006

L'atletisme adaptat és l'atletisme practicat per atletes amb discapacitat motriu i intel·lectual. Està regulat pel Comitè Paralímpic Internacional (CPI) i és un dels esports dels jocs paralímpics d'estiu des dels Jocs Paralímpics del 1960.

## Història

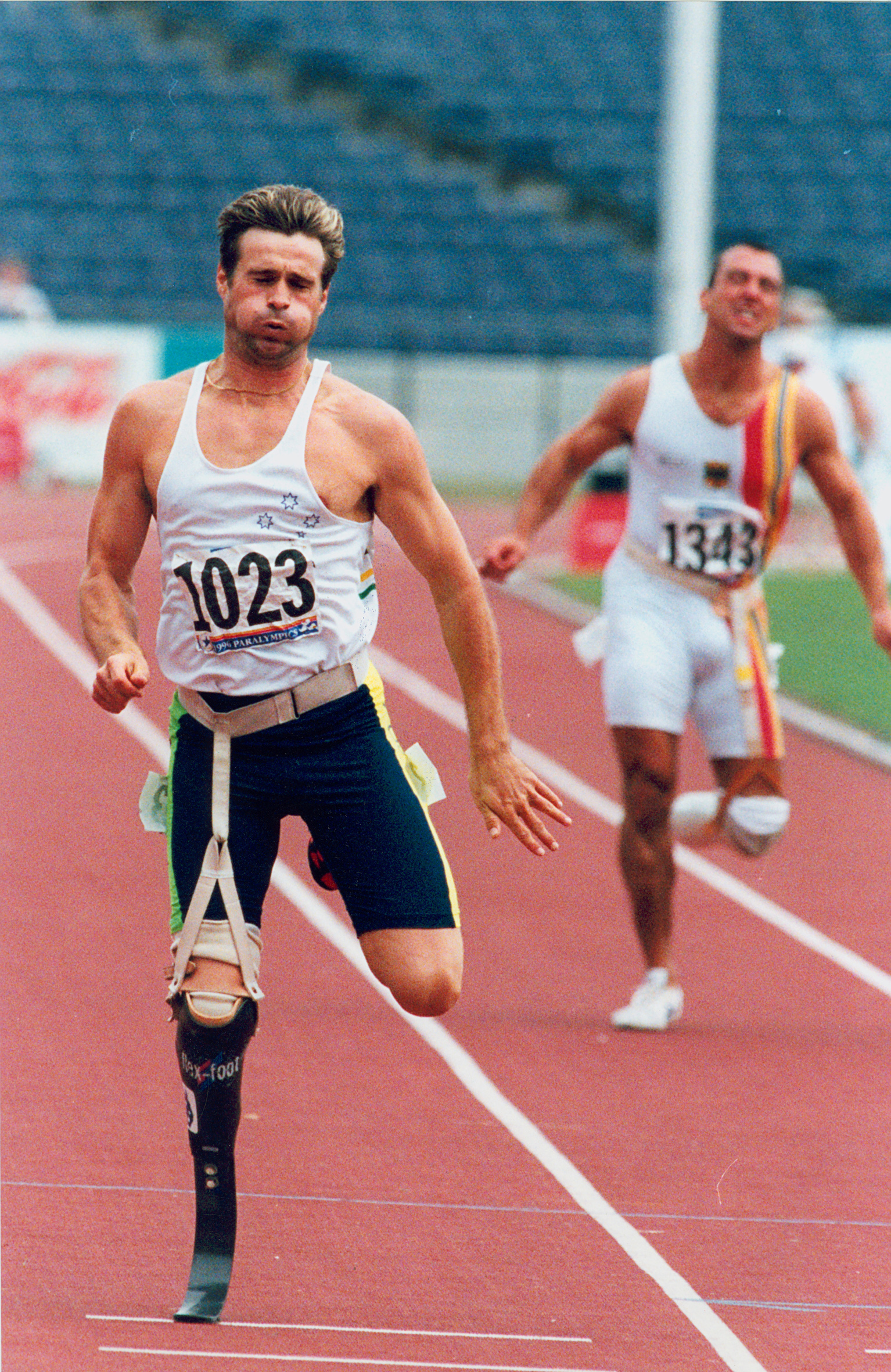
Neil Fuller, atleta australià, en la prova T44 200 m als Jocs Paralímpics d'Atlanta del 1996

La primera competició d'atletisme paralímpic va ser organitzada a Stoke Mandeville (Anglaterra) el 1952 com a part de les carreres en cadires de rodes dels Stoke Mandeville Games organitzats per als veterans de la Segona Guerra Mundial. El 1960 es va convertir en un dels vuit esports dels primers Jocs Paralímpics, els quals van ser organitzats a Roma.
Amb el pas dels anys es van ser afegint més modalitats d'atletisme paralímpic, la qual cosa va permetre que participessin més atletes. Als Jocs Paralímpics de Londres del 2012 van participar entorn d'1.100 atletes paralímpics i es van realitzar 170 proves diferents.

## Classificació

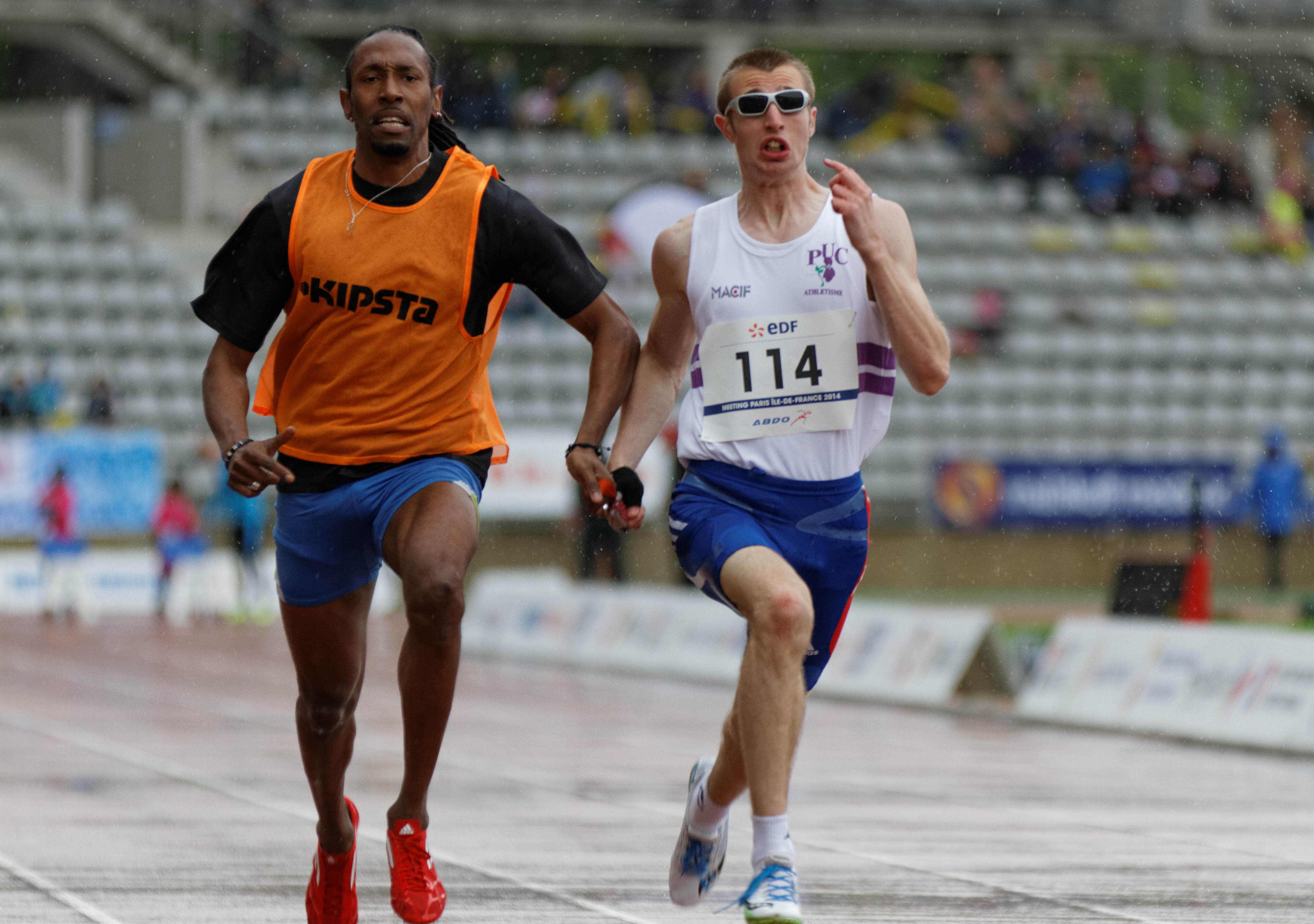
Timothée Adolphe i la seva guia Cédric Felip

Els atletes que participen en competicions d'elit estan classificats segons la seva discapacitat. D'aquesta manera s'agrupen tots aquells amb una discapacitat similar en un mateix esdeveniment -per exemple, una competició d'atletisme de classe T12 agruparia atletes amb deficiència visual.
| Classificació | Descripció                                             |
| ------------- | ------------------------------------------------------ |
| F             | Atletes de camp.                                       |
| T             | Atletes de pista.                                      |
| 11-13         | Deficients visuals, competeixen acompanyats d'un guia. |
| 20            | Discapacitat intel·lectual.                            |
| 31-38         | Paràlisi cerebral.                                     |
| 41-46         | Atletes amb membres amputats o amb nanisme.            |
| 51-58         | Atletes en cadira de rodes.                            |

## Equipament esportiu

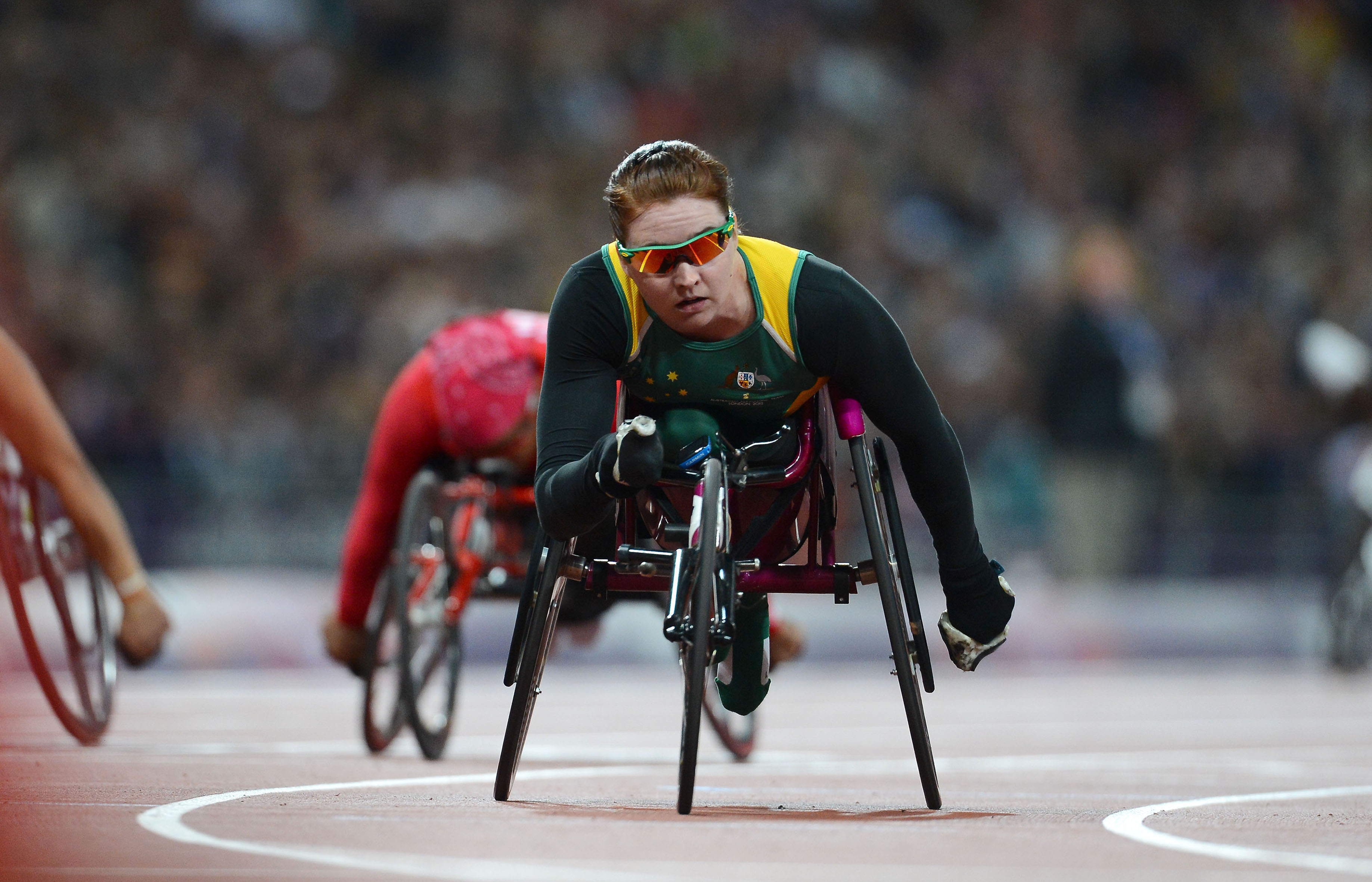
Angela Ballard als Jocs Paralímics d'Estiu 2012 (Londres).

L'equipament varia segons les necessitats de l'atleta, no obstant això, tots poden utilitzar els dispositius d'assistència que assenyalen les regles del Comitè Olímpic Internacional.
Les cadires de rodes són part de l'equipament dels atletes, tant en les proves de camp com les de pista. Aquestes han d'ajustar-se a les dimensions i característiques que assenyalen les regles del CPI; a més, han de ser lleugeres.
També estan permeses les pròtesis en aquells atletes que tinguin algun membre amputat; han d'estar dissenyades específicament per a les competicions esportives. Segons les normes del CPI, la pròtesi d'una cama solament és necessària per a les proves de pista, sent opcional per a les proves de camp.
Els atletes amb deficiència visual pot utilitzar corretges de corda o altres dispositius per anar al costat de les seves guies. Els senyals acústics solament estan permeses per indicar les sortides, salts o altres accions puntuals.